# Miedo: Trump en la Casa Blanca
Miedo: Trump en la Casa Blanca (Fear: Trump in the White House en inglés) es un libro de no ficción del periodista estadounidense Bob Woodward sobre la presidencia de Donald Trump. El libro fue lanzado el 11 de septiembre de 2018. Woodward basó el libro en cientos de horas de entrevistas con miembros de la administración Trump.

## Antecedentes
Conocido por su papel en el escándalo Watergate que condujo a la renuncia de Richard Nixon de la presidencia de los Estados Unidos, Ryan Bort de Rolling Stone describió a Bob Woodward como «uno de los periodistas más venerados y respetados en la historia de los Estados Unidos». Los informes de Woodward y Carl Bernstein sobre ese escándalo le otorgaron a The Washington Post un Premio Pulitzer y los convirtieron en «los periodistas de investigación más aclamados de los Estados Unidos», según Nick Allen de The Daily Telegraph. En sus libros sobre presidentes estadounidenses como Bill Clinton, George W. Bush y Barack Obama, Allen describe que Woodward, con «informes incesantes y metódicos», «ha cosechado un nivel de detalle sobre el funcionamiento interno de varias administraciones de la Casa Blanca que ningún otro escritor puede igualar». Nick Bryant de BBC News ha descrito a Woodward como «el cronista en jefe de Washington», «uno de los periodistas más confiables de los Estados Unidos» y «lo opuesto a sensacionalista».
En 2013, durante una disputa entre Woodward y el gobierno de Obama con respecto a recortes presupuestarios, Donald Trump comentó: «Solo [la Casa Blanca de] Obama puede salirse con la suya atacando a Bob Woodward».
El 30 de julio de 2018, la CNN publicó que fuentes anónimas les informaron que Woodward lanzaría un libro sobre la administración Trump el 11 de septiembre de 2018. Woodward dijo que el título del libro se basa en algo que Trump le contó en una entrevista no relacionada de 2016:

El verdadero poder es, ni siquiera quiero usar la palabra, miedo.

Según un artículo del 4 de septiembre de 2018 de The New York Times, el libro se basa en «cientos de horas de entrevistas con fuentes de primera mano, notas de reuniones contemporáneas, archivos, documentos y diarios personales». Woodward grabó sus entrevistas. La asistente de investigación de Woodward fue Evelyn Duffy, quien también transcribió las grabaciones.

## Contenido
El libro detalla a los ayudantes de Trump mientras tratan de lidiar con el comportamiento de Trump. Según el libro, los asistentes quitaron papeles de su escritorio para evitar que los firmara. El Jefe de Gabinete de la Casa Blanca John Kelly se refirió a Trump como un «idiota» y «desquiciado», mientras que el secretario de Defensa James Mattis dijo que Trump tiene la comprensión de «un niño de quinto o sexto grado», y John M. Dowd, antiguo abogado personal de Trump, lo llamó «un maldito mentiroso» y le dijo a Trump que usaría un «mameluco naranja» si aceptaba testificar ante Robert Mueller en la investigación del fiscal especial.
Según el libro, Trump llamó a Jeff Sessions, su fiscal general, «retrasado mental» y lo describió como un «tonto sureño». Trump ha negado haber usado «esos términos con cualquiera», aunque grabaciones anteriores contradicen esta afirmación.
El editor en jefe de la CNN, Chris Cillizza, describió a Fear como contando una historia similar en comparación con los principales medios de comunicación y otros libros de 2018: Fuego y furia del periodista Michael Wolff y Unhinged de la exasistente de Trump Omarosa Manigault, que la administración Trump tiene una «caótica, disfuncional, mal preparada Casa Blanca» liderada por Trump, «un hombre irremediablemente fuera de profundidad de su trabajo, pero completamente incapaz de comprender cuán desesperadamente fuera de profundidad realmente está».

## Recepción

### Respuesta de la Casa Blanca
A principios de agosto de 2018, Trump llamó a Woodward sobre el libro después de que ya había sido finalizado el texto. Le dijo: «Sabes que soy muy abierto a ti. Creo que siempre has sido justo», ya que ambos expresaron el sentimiento de que deberían haber tenido una entrevista antes de que se escribiera el libro. Trump afirmó que nadie le había informado que Woodward quería entrevistarlo, atribuyéndolo a que sus ayudantes tenían «miedo» de hablar con él o de «estar ocupado»; pero luego en la llamada, Trump reconoció que el senador republicano Lindsey Graham «mencionó rápidamente» que Woodward quería realizar una entrevista. Woodward le informó a Trump que el libro es «una mirada dura al mundo y a su administración y a usted», pero que sería «fáctico» y «cierto». Trump concluyó así que el libro sería «negativo», «malo» y «muy impreciso», porque «lo que es cierto es que nadie ha hecho un mejor trabajo que el que estoy haciendo como presidente».
Después de que varios medios publicaran extractos del libro a principios de septiembre, Trump afirmó que Fear era «simplemente otro libro malo», y que Woodward «tenía muchos problemas de credibilidad... Quería escribir el libro de cierta manera... Nunca hablé con él». Trump llamó por separado a las historias en el libro «inventadas» y cuestionó si Woodward era un «operativo» del Partido Demócrata debido al «momento» de la publicación del mismo.
Mientras tanto, la secretaria de Prensa de la Casa Blanca, Sarah Huckabee Sanders, emitió un comunicado diciendo que el libro contenía «nada más que historias inventadas». Además, Kelly negó la afirmación del libro de que se había referido a Trump como un idiota, mientras que Mattis calificó el pasaje que lo cita como «ficción» y desestimó la idea de que mostraría desprecio o falta de respeto hacia un presidente.

### Comentarios
Lloyd Green de The Guardian describió a Fear como «otra disección sobria y obligatoria de la corrupción y la podredumbre en la Casa Blanca», en una repetición del reportaje anterior de Woodward sobre el presidente Nixon. En general, Green marcó a Fear como contando una historia «escalofriante» que es «grande en hechos y corta en hiperventilación».
Ron Elving de la NPR escribió que Fear es hasta ahora «la mejor visión que tenemos de una Casa Blanca como ninguna otra», con un informe de Trump «y su presidencia tan devastador que solo puede describirse como una acusación». Sin embargo, Elving afirmó esperar que una parte de los partidarios de Trump «encuentre esta representación de Trump tan inaceptable como para desafiar la creencia, y que puedan enfocar su consternación no en Trump, sino en Woodward». Elving también argumentó que la decisión de Woodward de mantener sus fuentes anónimas disminuye la confianza de los lectores en la verdad de sus historias, dado «el enorme peso de lo que Woodward alega».

## Errores en la traducción española
La edición en español de Miedo. Trump en la Casa Blanca conteniene graves errores de traducción que tergiversan el significado original. A continuación unos ejemplos, con citas  tomadas de las ediciones original y traducida al español:
- "Attorney General Sessions" se ha traducido como "el fiscal de sesiones generales". Lo correcto sería "el fiscal general [Jeff] Sessions".
- Se dice que Trump dijo: "Tal y como nos enseña la Biblia, no hay mayor acto de amor que quitar la vida a alguien por proteger la de un ser querido". Pero lo que en realidad dice es: "no hay mayor acto de amor que dar la vida por los amigos" ("there is no greater act of love than to lay down one’s life for one’s friends").
- Se dice que a Trump la familia de un soldado muerto "se le va a tirar al cuello. No hay experiencia que se asemeje" (!), cuando debería decir que la familia irá a su encuentro, y que será una experiencia como no hay otra ("the family is going to come up to you. It will be an experience like no other").
- Se dice que Obama hizo declaraciones "en Irán", en vez de "sobre Irán" ("Obama had made several statements on Iran").
- Se llama "tasa de interés corporativa" al impuesto de sociedades ("corporate tax").
- "inverting companys" se ha traducido erróneamente  por "invertir en empresas", cuando en realidad es deslocalizarlas (no es lo mismo invert que invest). Por ejemplo cuando dice "Hemos estado invirtiendo un 10 por ciento de impuestos jurisdiccionales en varias empresas" (!?),  en realidad se refiere a que están deslocalizando empresas a jurisdicciones fiscales del 10 por ciento ("We’ve been inverting companies to 10 percent tax jurisdictions").
- "Ahora podremos crear empleos con máquinas", debería ser "Ahora podemos crear mano de obra con máquinas" ("We now can create labor with machines").
- Se ha traducido "Army" por "Armada", en vez de "Ejército". Varias veces.
- "150.000 mil misiles" son muchos misiles; en realidad se trata de "150.000 cohetes" ("150,000 rockets").
- "material de defensa desarrollado en Arabia Saudita por un valor de ciento diez mil millones de dólares", en realidad sería "110 mil millones de dólares en adquisiciones de defensa financiados por Arabia Saudí" ("$110 billion in Saudi-funded defense purchases").
- "Trabajo burocrático en terreno del NSC", debería ser "El trabajo en el NSC avanzaba despacio" ("Staff work at the NSC ground on.").